# لطف عبد الله الخضر
لطف عبد الله الخضر هو شاعر يمني. ولد في 1937 في مدينة ذمار. تلقى تعليمه في البداية في ذمار، ثم في صنعاء. بدأ حياته العملية مُدرِّسًا في مسقط رأسه. كتب الشعر الغنائي الحميني. وتغنى بأشعاره العديد من الفنانين اليمنيين. صدر له ديوان شعر بعنوان «من وحي الأدب» عام 2002.